# I2L

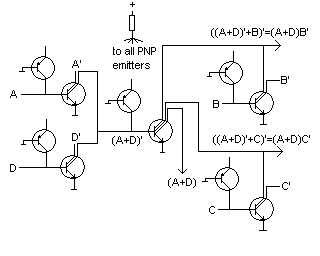
Kombinatoriskt nät med I2L-grindar

I2L står för Integrated Injector Logic. Resistanser är i princip avskydda av konstruktörer av integrerade kretsar eftersom de tar oproportionerligt stor plats jämfört med transistorfunktionerna på halvledarytan. I2L-grinden har inte en separat resistans för varje grind utan en emitterföljarkopplad PNP-transistor. Ett kombinatoriskt nät med I2L-grindar kan därmed försörjas av en enda resistans per integrerad kapsel enligt figur.
Tack vare att alla PNP-transistorerna är tillverkade på samma krets så kommer de att dra en någorlunda lika stor ström genom det gemensamma motståndet. Detta kan faktiskt placeras utanför den integrerade kretsen och användaren kan själv välja vilken strömnivå hon eller han vill arbeta med.
I2L-familjen kan direkt sammankopplas med TTL-kretsar (den är "TTL-kompatibel"). Den är mycket effektsnål, medger hög packningstäthet men har begränsad snabbhet.